# Hurt (píseň, Christina Aguilera)
Hurt je píseň americké zpěvačky Christiny Aguilery na jejím pátém studiovém albu Back to Basics. Píseň napsali Aguilera, Linda Perry, a Mark Ronson a produkovala Perry, píseň popisuje jak se zpěvačka vyrovnává se smrtí milované osoby, inspirované smrtí otce Lindy Perry.